# Ninh Thượng
Ninh Thượng là một xã thuộc thị xã Ninh Hòa, tỉnh Khánh Hòa, Việt Nam.
Xã Ninh Thượng có diện tích 73,34 km², dân số năm 1999 là 5.660 người, mật độ dân số đạt 77 người/km².